# Nicolas de Saulx-Tavannes
Pour les autres membres de la famille, voir Famille de Saulx.
Nicolas-Charles de Saulx-Tavannes, né le 19 septembre 1690 à Paris et mort le 10 mars 1759 à Paris, est un homme d'Église français des XVIIe et XVIIIe siècles. Pair de France, il est aussi archevêque de Rouen, cardinal et grand aumônier de France.

## Biographie

### Origines et famille
Nicolas de Saulx-Tavannes naît le 19 septembre 1690 à Paris de Charles-Marie de Saulx de Tavannes, comte de Buzançais, marquis de Tavannes, et de Marie-Catherine d'Aguesseau, dame de Lux.
Il est le neveu du chancelier d'Aguesseau et le cousin du cardinal de Gesvres.

### Début de carrière
Il suit des études à la Sorbonne d'où il sort avec un doctorat en théologie en mars 1716. Il devient chanoine de Saint-Pierre d'Apognac.
Lors de l'Assemblée du clergé en 1715, il est l'un des promoteurs du gallicanisme. Abbé commendataire de l'abbaye de Montbenoît en 1717, il est vicaire général de Pontoise.

### Un prélat au service de la monarchie
Nommé évêque-comte de Châlons-en-Champagne par le duc d'Orléans, régent du royaume, il est élu le 24 septembre 1721 et consacré le 9 novembre à l'église du couvent des Théatins de Paris par André Hercule de Fleury, ancien évêque de Fréjus, assisté par François-César Le Blanc, évêque d'Avranches et François Honoré de Casaubon de Maniban, évêque de Mirepoix. Il devient par conséquent pair de France.
Il assiste au couronnement du roi Louis XV le 25 octobre 1722. Il bénit cette même année le mariage entre le duc Louis d'Orléans et la princesse Augusta Maria von Baden.
Abbé commendataire de Saint-Michel de Thiérarche en 1725, il devient premier chapelain de la reine Marie Leszczyńska en 1725 et son grand chapelain en 1743.
Il résigne l'évêché de Châlons le 17 décembre 1733 et est promu le lendemain archevêque de Rouen. Il achète en 1738 la bibliothèque de Pierre-Jules-César de Rochechouart, évêque d'Évreux. Il édifie alors pour accueillir les ouvrages un nouveau bâtiment qui remplace la galerie nord du jardin de l'archevêché, comprise entre le logis d'Amboise et le pavillon Saint-Romain. Il confie en 1742 à l'architecte Antoine Matthieu Le Carpentier l'aménagement de la cour d'honneur face aux corps des logis d'Estouteville et d'Amboise. Il reconstruit le portail d'entrée sur la rue des Bonnetiers, axé sur la cour. Il restaure le pavillon Notre-Dame, dont il remplace le toit-terrasse par un toit en pavillon. Il fait également réaliser l'escalier d'honneur qui donne accès à la salle des États, dont Le Carpentier est peut-être l'auteur.
Le 25 septembre 1743 par ordonnance, il réunit les 2 titres de la paroisse de Saint-Maclou de Pontoise. Il n'y aura donc désormais qu'un seul curé de Saint-Maclou.
En 1745, il est nommé abbé commendataire de Saint-Étienne de Caen. En 1748, Louis XV le nomme commandeur de l'Ordre du Saint-Esprit et grand aumônier de France. Il devient également proviseur de la Sorbonne.
Le 4 février 1755, il célèbre dans l'hôtel de Machault le mariage de Jean Louis Paul François de Noailles comte d’Ayen et d'Henriette Anne Louise d'Aguesseau, sa cousine.

### Cardinalat
Il est créé cardinal-prêtre lors du consistoire du 5 avril 1756 tenu par le pape Benoît XIV. Le pape lui envoie la barrette rouge avec un bref apostolique daté du 7 avril 1756. Il n'ira pas à Rome recevoir le chapeau rouge et ne disposera pas de titre cardinalice. Il ne participe pas au conclave de 1758 qui élit pape Clément XIII.
Il meurt le 10 mars 1759 à Paris. Il est enterré dans l'église Saint-Sulpice sans disposer de mémorial funéraire.

## Succession apostolique
Nicolas de Saulx-Tavannes a ordonné les évêques suivants :
- Évêque Alexandre Milon (1726)
- Évêque Armand Bazin de Bezons (1731)
- Évêque Pierre-Jules-César de Rochechouard-Montigny (1734)
- Évêque François de Fitz-James (1739)
- Évêque Louis-François Néel de Christot (1740)
- Cardinal Jean-François-Joseph de Rochechouart (1741)
- Évêque Bertrand-Jean-Baptiste-René du Guesclin (1741)
- Évêque Pierre-Augustin-Bernardin de Rosset de Rocozel de Fleury (1746)
- Évêque Charles de Grimaldi d'Antibes (1747)
- Évêque Joseph-Antoine-Jacques Richier de Cérisy (1751)
- Archevêque Arthur-Richard Dillon (1753)

## Armoiries
D'azur à un lion d'or armé et lampassé de gueules.

### Sources et bibliographie
- Michel Popoff (préf. Hervé Pinoteau), Armorial de l'Ordre du Saint-Esprit : d'après l'œuvre du père Anselme et ses continuateurs, Paris, Le Léopard d'or, 1996, 204 p. (ISBN 2-86377-140-X) ;
- Jean-Charles Descubes (dir.) (préf. Jean-Charles Descubes), Rouen : Primatiale de Normandie, Strasbourg, La Nuée Bleue, coll. « La grâce d'une cathédrale », 2012, 511 p. (ISBN 978-2-7165-0792-9)